# 潘鹤

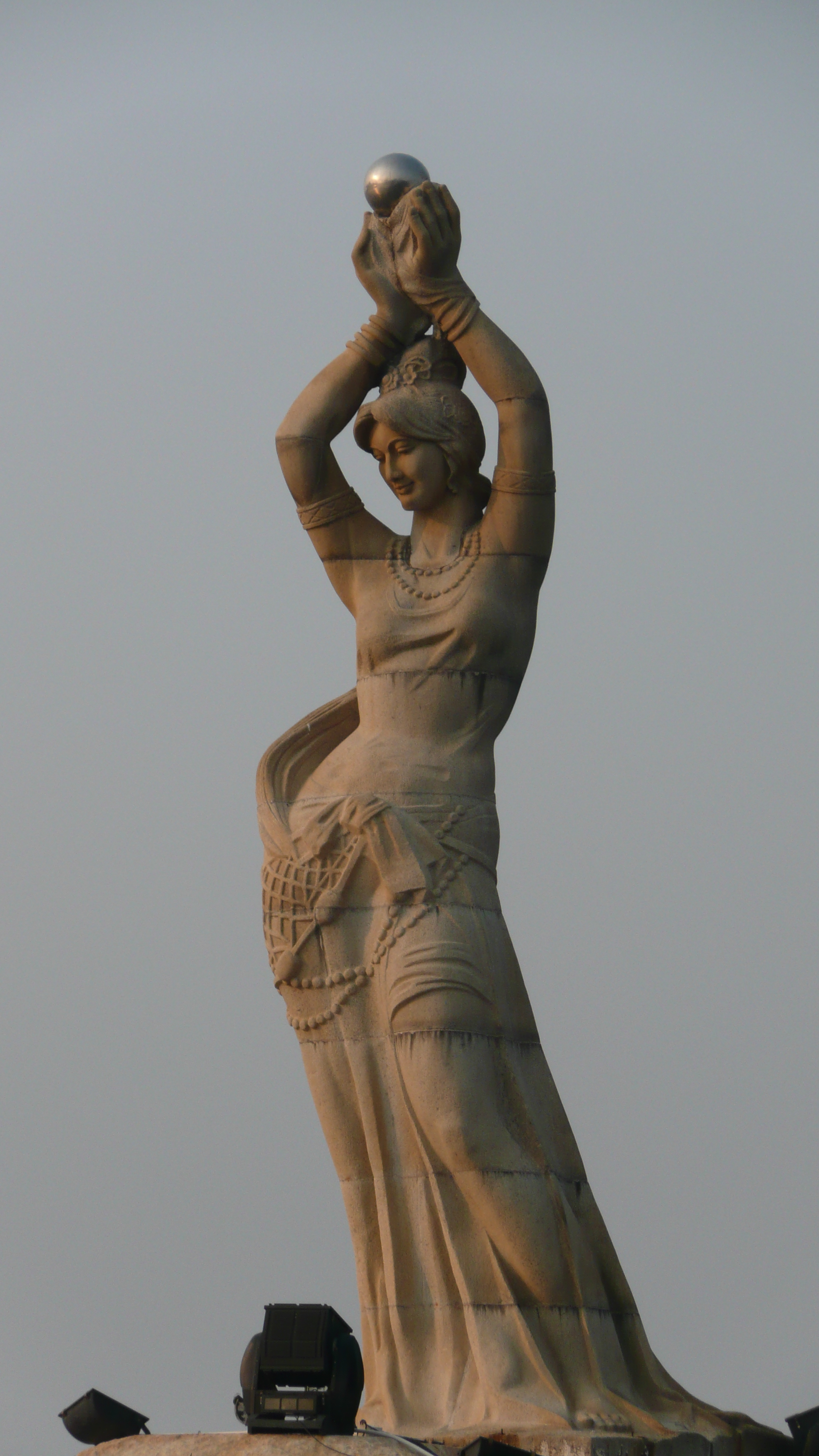
珠海渔女雕像，为潘鹤代表作之一

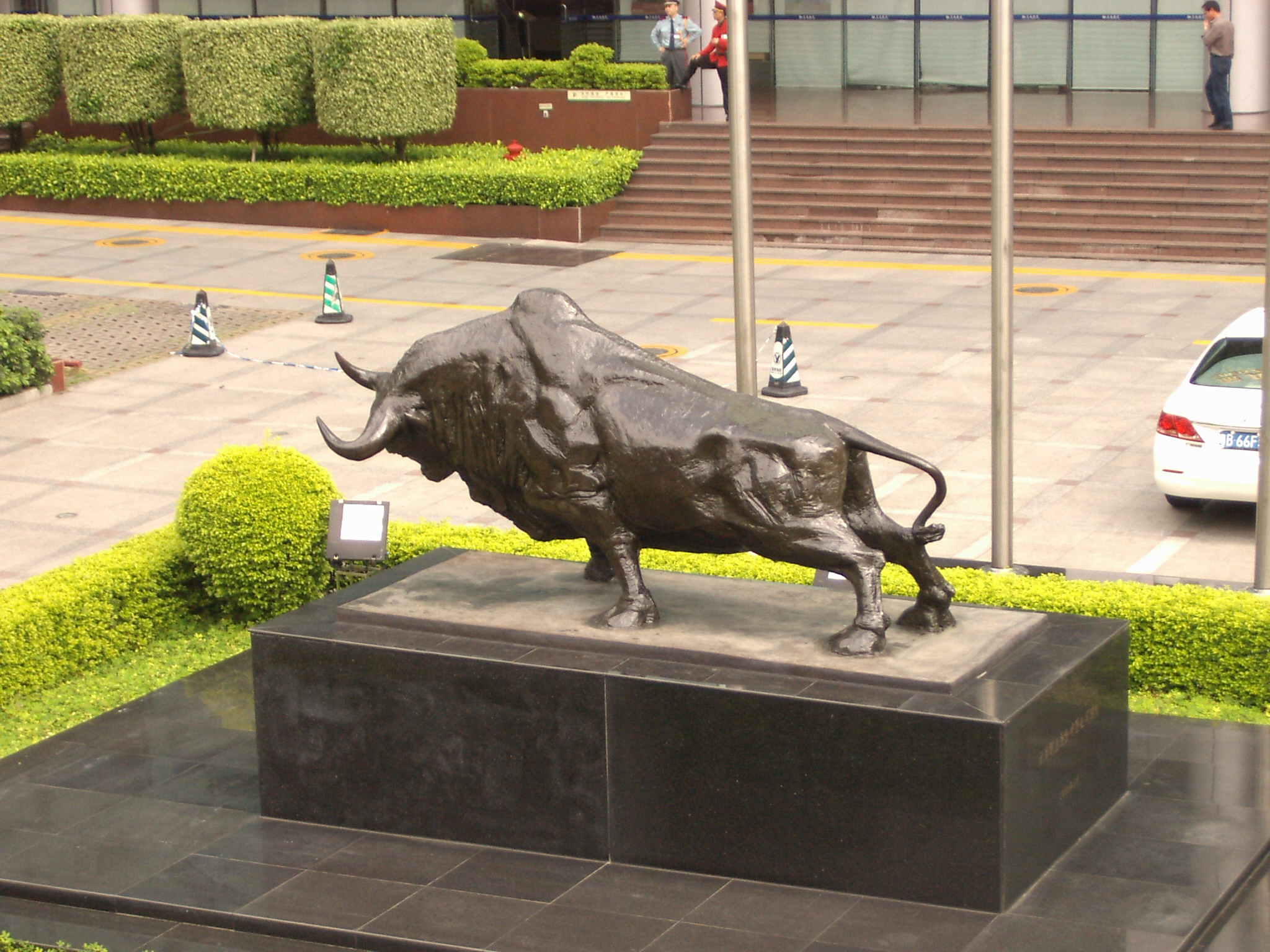
《开荒牛》雕塑，为潘鹤代表作之一

潘鹤（1925年11月—2020年11月22日），别名潘思伟，中国著名雕塑家、美术教育家，广州美术学院终身教授，曾任中国美术家协会常务理事，广东省美术家协会名誉主席。一生制作过100多座大型户外雕塑，代表作有《艰苦岁月》《当我长大的时候》《珠海渔女》《开荒牛》《广州解放纪念像》等。其妻为著名国画家、连环画家张幼兰。

## 生平
1925年，潘鹤在广州出生，父亲是大律师潘铁，曾就读于香港德明中学，1939年，因避战乱定居佛山，逐渐对人物雕像制作产生兴趣，抗战结束后，来往于香港、广州之间，曾加入香港艺术协会及参加当地美术展览。1950年，就读于广州华南人民文学艺术学院，1952年，在土地改革运动后创作雕塑《当我长大的时候》，在国内外声名鹊起。1956年，以第四野战军海南岛战役为背景创作的雕塑《艰苦岁月》广受欢迎，被收录于中小学美术教材，1960年，任广州美术学院雕塑系讲师、教研组长。文化大革命期间，被作为批斗对象，定性为“资产阶级反动学术权威”，下放三水干校进行劳动改造，“‌文革”结束后，以‌鲁迅为原型创作《睬你都傻》（粤语，意思是“理睬你才是傻瓜”），1977年，被选为广东省美协副主席，任广州美术学院雕塑系主任、副教授。
潘鹤是1980年代中国的城市雕塑风潮倡导者，曾任全国城市雕塑领导小组及艺术委员会副主任，其创作的广州城雕《广州解放纪念像》、珠海城雕《珠海渔女》、深圳城雕《开荒牛》，为他赢得了广泛的声誉和影响力，并且，其首次将城市雕塑创作引入高等艺术教育领域，是中国当代雕塑艺术教育改革的先行者。
1988年被中华全国总工会授予“全国优秀雕塑工作者”、“全国五一劳动奖章”，2009年获首届“中国美术奖·终身成就奖”，2010年获首届“广东文艺终身成就奖”，2011年入选首批中国国家画院院士。
2020年11月22日上午10时在广州广医二院病逝，享年95岁。

## 纪念
1997年，广东美术馆为潘鹤建立了“潘鹤雕塑园”。2007年，广州市投入1300万元在海珠区后滘兴建“潘鹤雕塑艺术园”，占地3万平方米，2008年5月4日正式开园，陈列潘鹤的160多件作品供市民观赏。其逝世后，广州市海珠区选取其《销烟》《怒吼吧，睡狮》《得了土地》《艰苦岁月》《广州解放纪念像》《开荒牛》和《和平少女》七件代表作，矗立于琶洲阅江路碧道上，以作纪念。

## 参考资料

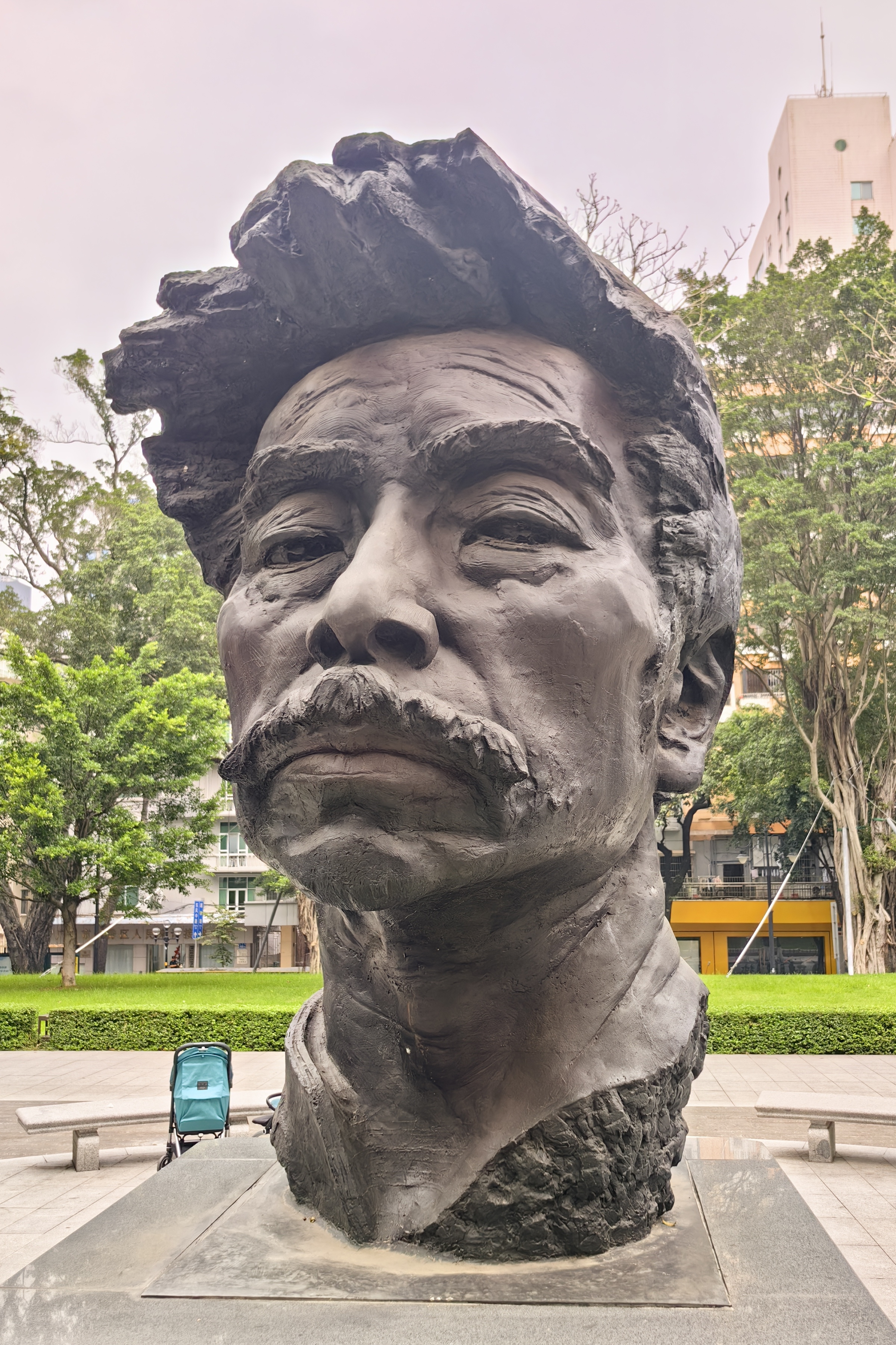
著名作品《睬你都傻》